# PALAIOS
PALAIOS és una revista científica bimensual dedicada a l'estudi de l'impacte de la vida sobre la història de la Terra. Combina les disciplines de la paleontologia i la sedimentologia. Ha estat publicada per la Societat de Geologia Sedimentària des del seu llançament el 1986. El títol PALAIOS s'escriu íntegrament amb majúscules tot i no ser una sigla.